# Perdita albovittata
Perdita albovittata är en biart som beskrevs av Cockerell 1895. Perdita albovittata ingår i släktet Perdita och familjen grävbin. Inga underarter finns listade i Catalogue of Life.